# 谷建芬
谷 建芬（グー・ジェンフン、1935年 - ）は、中国大連の作曲家である。

## 人物
1935年大阪府生まれ。祖籍は山東省威海市。1930年代に日本へ父母が日本へ滞在していたため大阪で生まれたが、1941年には帰国して大連に住む。1952年に東北音楽専科学校(現在：瀋陽音楽学院)作曲科に入学し、霍存恵、寄明に師事する。1955年に卒業。政党中国致公党。

## 作品
- 「大連、我永遠的愛」
- 「為新春乾一杯」